# Pyza navarrensis
Pyza navarrensis is een hooiwagen uit de familie aardhooiwagens (Nemastomatidae). De originele naamcombinatie (protoniem) was Nemastoma navarrense Roewer, 1951. Een junior subjectief synoniem is Nemastoma lindbergi Roewer 1959 in Gruber (1979). Een volgende naamrecombinatie werd gepubliceerd als Pyza navarrensis (Roewer, 1951) in Schönhofer 2013. 